# ويليام سبينس
ويليام سبينس (بالإنجليزية: William Spence)‏ هو عالم حشرات ونقابي وسياسي بريطاني وأسترالي (وحمل سابقاً جنسية المملكة المتحدة لبريطانيا العظمى وأيرلندا)، ولد في 7 أغسطس 1846 في المملكة المتحدة، وتوفي في 13 ديسمبر 1926 في أستراليا. حزبياً، نشط في حزب العمال الأسترالي. وقد انتخب عضو مجلس النواب الأسترالي عن دائرة Division of Darwin ‏ (30 يونيو 1917 – 13 ديسمبر 1919) وانتخب عضو الجمعية التشريعية نيو ساوث ويلز وانتخب عضو مجلس النواب الأسترالي عن دائرة Division of Darling ‏ (29 مارس 1901 – 5 مايو 1917).